# Manuel Rivas Pastor
Manuel Rivas Pastor (nascut el 1960 a Jaén) és un jugador d'escacs andalús, que té el títol de Gran Mestre des de 1987.
Tot i que es troba inactiu des del setembre de 2013, a la llista d'Elo de la FIDE del maig de 2020, hi tenia un Elo de 2541 punts, cosa que en feia el jugador número 14 de l'estat espanyol. El seu màxim Elo va ser de 2559 punts, a la llista de setembre de 2011 (posició 421 al rànquing mundial).

## Resultats destacats en competició
Manuel Rivas té un estil de tall posicional. Entre el seu repertori d'obertures hi ha l'obertura Anglesa i la defensa Rivas (semblant a la defensa Moderna).

### Campionats d'Espanya
Rivas ha guanyat quatre cops el Campionat d'Espanya d'escacs absolut, els anys 1978, 1979, 1981 i 1991. En els darrers anys també ha participat en el Campionat d'Espanya, però amb menys fortuna.
El 1986 va guanyar la 6a edició de l'Obert Vila de Benasc. El 1987 va guanyar l'Obert de Sitges, per davant de Marcel Sisniega.
Rivas també ha participat amb èxit en altres modalitats Campionats d'Espanya. Va vèncer el Campionat d'Espanya obert el 2005 amb 7.5/9 punts, per davant de Salvador Gabriel Del Río Angelis. El mateix any ser primer tauler d'Andalusia en el Campionat d'Espanya de Seleccions autonòmiques, acabant quart per equips i guanyant la medalla d'argent per taulers amb 4/5 punts.

## Competicions internacionals per equips nacionals
Manuel Rivas ha participat en cinc Olimpíades d'escacs, on hi feu un total de 26/46 punts (+15 =22 -9). Els seus resultats detallats són:
- Buenos Aires (1978): 2n reserva, 9è per equips, 3/5 (+2 =2 -1).
- La Valetta (1980): 4t tauler, 26è per equips, 7/12 (+5 =4 -3).
- Tessalònica (1984): Primer tauler, 27è per equips, 4/7 (+2 =4 -1).
- Tessalònica (1988): 2n tauler, 22è per equips, 7/11 (+4 =6 -1).
- Manila (1992): Primer tauler, 41è per equips, 5/11 (+2 =6 -3).

També ha participat en dues edicions del Campionat d'Europa d'escacs per equips fent un total de 8/15 punts (+6 =4 -5). Els seus resultats detallats són:
- Haifa (1988): Primer tauler, 15è per equips, 4/8 (+2 =4 -2).
- Debrecen (1992): Primer tauler, 18è per equips, 4/7 (+4 =0 -3).

## Partides notables
Molt famosa va ser la partida que va guanyar, amb tan sols 19 anys a Víktor Kortxnoi, en aquells dies subcampió del món, en el Torneig de Linares de 1979:

Manuel Rivas - Víktor Kortxnoi, Linares (1979), Defensa índia de dama (E12) 
1.d4 Cf6 2.c4 e6 3.Cf3 b6 4.Af4 Ab7 5.e3 Cc6 6.Cc3 Ab4 7.Ad3 Axc3+ 8.bxc3 Ce7 9.Dc2 Cg6 10.Ag5 Axf3 11.gxf3 h6 12.Axf6 Dxf6 13.f4 Ch4 14.Ae2 O-O 15.De4 De7 16.Tg1 f5 17.Dc2 d6 18.O-O-O Rh8 19.Rb1 Tad8 20.Ad3 e5 21.Tg3 e4 22.Ae2 c5 23.Tgg1 Tg8 24.Da4 g5 25.fxg5 hxg5 26.Dc6 Rh7 27.Td2 Tg7 28.Ra1 Dd7 29.Dd5 Cg6 30.dxc5 bxc5 31.Tb2 Rh6 32.f3 Te8 33.Tgb1 exf3 34.Dxf3 Ch4 35.Dh5+ 1-0